# Montgomery (villa)
Montgomery es una villa ubicada en el condado de Orange en el estado estadounidense de Nueva York. En el año 2000 tenía una población de 3,636 habitantes y una densidad poblacional de 2,616.4 personas por km².

## Geografía
Montgomery se encuentra ubicada en las coordenadas 41°31′24″N 74°14′13″O / 41.52333, -74.23694. Según la Oficina del Censo, la ciudad tiene un área total de 4 km² (1,5 mi²), de la cual 4 km² (1,5 mi²) es tierra y 0 km² (0 mi²) (0%) es agua.

## Demografía
Según la Oficina del Censo en 2000 los ingresos medios por hogar en la localidad eran de $52,407, y los ingresos medios por familia eran $59,952. Los hombres tenían unos ingresos medios de $41,923 frente a los $31,944 para las mujeres. La renta per cápita para la localidad era de $21,204. Alrededor del 7.0% de la población estaban por debajo del umbral de pobreza.